# Nausithoe sorbei
Nausithoe sorbei is een schijfkwal uit de familie Nausithoidae. De kwal komt uit het geslacht Nausithoe. Nausithoe sorbei werd in 2003 voor het eerst wetenschappelijk beschreven door Jarms, Tiemann & Prados. 